# WWE No Way Out
WWE No Way Out foi um evento pay-per-view (PPV) de luta livre profissional produzido pela WWE, uma promoção de luta livre profissional com sede em Connecticut. Foi realizado pela primeira vez como o 20º PPV In Your House em fevereiro de 1998 e foi intitulado No Way Out of Texas. Ele retornou como seu próprio PPV em fevereiro de 2000, com o título do evento para "No Way Out", e continuou como o PPV anual de fevereiro até 2009. Os eventos em 2008 e 2009 apresentaram a Elimination Chamber match. Por sua vez, No Way Out foi substituído por um novo PPV anual intitulado Elimination Chamber em 2010, mas outro No Way Out PPV foi realizado como um evento único em junho de 2012 para substituir o Capitol Punishment. Em 2013, No Way Out foi novamente descontinuado e substituído por Payback.
Os primeiros quatro eventos foram realizados quando a promoção ainda se chamava World Wrestling Federation (WWF). Em maio de 2002, a promoção foi renomeada para World Wrestling Entertainment (WWE). Para coincidir com a divisão das marcas que também foi introduzida em 2002, o No Way Out foi realizado exclusivamente para lutadores do SmackDown! de 2004 a 2007. Após a WrestleMania 23 em abril de 2007, os pay-per-views exclusivos da marca foram descontinuados; No Way Out 2007 foi o PPV final da promoção para ser exclusivo da marca durante a primeira extensão da marca. "WWE" tornou-se uma sigla órfã para a promoção em abril de 2011 e a extensão da marca terminou em agosto, antes do retorno único de No Way Out em junho de 2012.

## História
No Way Out foi realizado pela primeira vez como um evento pay-per-view (PPV) In Your House. In Your House foi uma série de PPVs mensais produzidos pela World Wrestling Federation (WWF, agora WWE) em maio de 1995. Eles foram ao ar quando a promoção não estava segurando um de seus principais PPVs e foram vendidos a um custo menor. O primeiro evento No Way Out foi realizado como o 20º In Your House PPV em 15 de fevereiro de 1998, e foi intitulado No Way Out of Texas: In Your House como ocorreu no Compaq Center em Houston, Texas.
Depois que a marca In Your House foi aposentada após o St. Valentine's Day Massacre: In Your House de fevereiro de 1999. No Way Out se ramificou como seu próprio PPV em fevereiro de 2000, com o título do evento truncado para "No Way Out" não foi realizada no Texas. O evento, por sua vez, tornou-se o PPV anual da promoção em fevereiro. Depois que as lutas da Elimination Chamber foram apresentadas nos eventos de 2008 e 2009, a promoção realizou uma pesquisa em setembro de 2009 indicando uma possível renomeação do No Way Out. Votado pelos fãs através do site da promoção, Elimination Chamber tornou-se o nome do evento pay-per-view de fevereiro de 2010, vencendo Heavy Metal, Battle Chamber, Chamber of Conflict e o nome original No Way Out. Apesar da votação, mais tarde foi anunciado que a Elimination Chamber não seria considerada como parte da cronologia No Way Out e seria uma nova cronologia, que por sua vez se tornou o PPV anual de fevereiro. O PPV Elimination Chamber de 2010 ainda foi promovido na Alemanha como No Way Out devido a preocupações de que o nome "câmara de eliminação" traria de volta imagens das câmaras de gás que foram usadas em campos de extermínio durante a Segunda Guerra Mundial. No Way Out retornou como um PPV único em junho de 2012 (intitulado No Escape na Alemanha) e contou com uma tradicional luta em uma jaula de aço; ele substituiu o Capitol Punishment como PPV de junho de 2012. Em 2013, no entanto, No Way Out foi novamente descontinuado em junho, sucedido ao Payback.
Em maio de 2002, a WWF foi renomeada para World Wrestling Entertainment (WWE) como resultado de uma ação judicial do World Wildlife Fund sobre o inicialismo "WWF". Também nessa época, a promoção realizou um draft que dividiu sua lista em seus programas, Raw e SmackDown!, onde os lutadores foram designados exclusivamente para atuar—uma terceira marca, ECW, foi adicionada em 2006. No Way Out de 2003 contou com lutadores de ambas as marcas, mas de 2004 a 2007, No Way Out foi realizado exclusivamente para lutadores do SmackDown!. Após a WrestleMania 23 em abril de 2007, a WWE descontinuou os PPVs exclusivos da marca. No Way Out de 2007 foi por sua vez o PPV final da promoção para ser exclusivo da marca durante a primeira extensão da marca, com os eventos em 2008 e 2009 apresentando lutadores das marcas Raw, SmackDown e ECW. Antes do retorno único de No Way Out em junho de 2012, a promoção deixou de usar seu nome completo em abril de 2011, com "WWE" se tornando um inicialismo órfão, e a primeira extensão de marca terminou em agosto.

## Eventos
|  | Eventos exclusivos do SmackDown. |

| 1                                        | No Way Out of Texas: In Your House | 15 de fevereiro de 1998 | Houston, Texas               | Compaq Center         | Steve Austin, Owen Hart, Cactus Jack e Chainsaw Charlie vs. Triple H, Savio Vega, New Age Outlaws (Billy Gunn e Road Dogg)                                                                   | [ 20 ] [ 21 ]                     |
| 2                                        | No Way Out (2000)                  | 27 de fevereiro de 2000 | Hartford, Connecticut        | Hartford Civic Center | Triple H (c) vs. Cactus Jack em uma luta pelo Título vs. Carreira Hell in a Cell pelo Campeonato da WWF                                                                                      | [ 22 ]                            |
| 3                                        | No Way Out (2001)                  | 25 de fevereiro de 2001 | Las Vegas, Nevada            | Thomas & Mack Center  | Kurt Angle (c) vs. The Rock pelo Campeonato da WWF | [ 23 ] [ 24 ]                     |
| 4                                        | No Way Out (2002)                  | 17 de fevereiro de 2002 | Milwaukee, Wisconsin         | Bradley Center        | Chris Jericho (c) vs. Steve Austin pelo Campeonato Indiscutível da WWF | [ 25 ] [ 26 ] [ 27 ]              |
| 5                                        | No Way Out (2003)                  | 23 de fevereiro de 2003 | Montreal, Quebec, Canadá     | Bell Centre           | The Rock vs. Hulk Hogan | [ 28 ] [ 26 ]                     |
| 6                                        | No Way Out (2004)                  | 15 de fevereiro de 2004 | Daly City, California        | Cow Palace            | Brock Lesnar (c) vs. Eddie Guerrero pelo Campeonato da WWE | [ 11 ] [ 29 ] [ 30 ]              |
| 7                                        | No Way Out (2005)                  | 20 de fevereiro de 2005 | Pittsburgh, Pennsylvania     | Mellon Arena          | John "Bradshaw" Layfield (c) vs. Big Show em uma luta Steel Cage com arame farpado pelo Campeonato da WWE                                                                                    | [ 12 ] [ 26 ] [ 31 ] [ 32 ]       |
| 8                                        | No Way Out (2006)                  | 19 de fevereiro de 2006 | Baltimore, Maryland          | 1st Mariner Arena     | Kurt Angle (c) vs. The Undertaker pelo Campeonato Mundial dos Pesos Pesados | [ 2 ] [ 13 ] [ 26 ] [ 33 ] [ 34 ] |
| 9                                        | No Way Out (2007)                  | 18 de fevereiro de 2007 | Los Angeles, California      | Staples Center        | John Cena e Shawn Michaels vs. Batista e The Undertaker | [ 14 ] [ 35 ] [ 2 ]               |
| 10                                       | No Way Out (2008)                  | 17 de fevereiro de 2008 | Las Vegas, Nevada            | Thomas & Mack Center  | Triple H vs. Jeff Hardy vs. Shawn Michaels vs. Chris Jericho vs. Umaga vs. John "Bradshaw" Layfield em uma luta Elimination Chamber por uma luta pelo Campeonato da WWE na WrestleMania XXIV | [ 16 ] [ 26 ] [ 36 ] [ 37 ]       |
| 11                                       | No Way Out (2009)                  | 15 de fevereiro de 2009 | Seattle, Washington          | KeyArena              | John Cena (c) vs. Chris Jericho vs. Edge vs. Rey Mysterio vs. Mike Knox vs. Kane numa luta Elimination Chamber pelo Campeonato Mundial dos Pesos Pesados                                     | [ 17 ] [ 38 ]                     |
| 12                                       | No Way Out (2012)                  | 17 de junho de 2012     | East Rutherford, Nova Jersey | Izod Center           | John Cena vs. Big Show em uma luta Steel Cage onde, se Cena vencesse, John Laurinaitis seria demitido, mas se Big Show vencesse, Cena seria demitido                                         | [carece de fontes?]               |
| (c) - refere-se ao campeão antes da luta |                                    |                         |                              |                       | |                                   |